# Thank You (Album)
Thank You ist das zweite Studioalbum der US-amerikanischen Sängerin Meghan Trainor. Es wurde weltweit im Mai 2016 veröffentlicht und bekam gemischte bis positive Kritik von Musikkritikern.

## Entstehung und Veröffentlichung
Im Jahr 2015 kündigte Trainor an, dass sie irgendwann 2016 ein neues Album veröffentlichen würde. Im Januar 2016 erklärte sie, dass sie in diesem Monat die erste Single für das Album aussuchen würde. Das Album konnte man am 4. März 2016 auf iTunes vorbestellen, genau an dem Tag, an dem die erste Single NO veröffentlicht wurde. Ab dem 6. Mai 2016 konnte man das Album kostenlos bei Apple Music streamen.
Für ihr „neues Image“ änderte sie ihre Haarfarbe von blond zu kastanienrot.

## Singles
Die erste Single NO wurde am 4. März 2016 veröffentlicht. Sie landete in der ersten Woche auf Platz 11 in den US-Charts. Die zweite Single Me Too erschien am 5. Mai 2016. Am 29. August wurde Better mit Yo Gotti als dritte Single veröffentlicht. Der Song wurde zuvor am 22. April als Promotion-Single veröffentlicht.
Promo-Singles
Zwischen den Veröffentlichungen der ersten beiden Singles wurden vier Promo-Singles veröffentlicht.
- Watch Me Do (25. März)
- I Love Me (feat. Lunchmoney Lewis) (15. April)
- Better (feat. Yo Gotti) (22. April)
- Mom (feat. Kelli Trainor) (29. April)

Der Song Mom enthält einen Telefonmitschnitt, bei dem Trainor ihre Mutter Kelli Trainor anruft und ihr sagt, wie sehr sie sie liebt.

## Kritik
Thank You bekam überwiegend positive und durchschnittliche Kritik von Musikkritikern. Es hat einen "Metacritic score" von 60 von maximal 100 Punkten. Der Guardian gab dem Album nur 2 von 5 möglichen Sternen.

## Titelliste
| Nr.          | Titel                                  | Autor(en) | Länge |
| ------------ | -------------------------------------- | --- | ----- |
| 1.           | Watch Me Do                            | Meghan Trainor, Eric Frederic, Jacob Kasher Hindlin, Gamal Lewis                                                       | 2:49  |
| 2.           | Me Too                                 | Trainor, Frederic, Hindlin, Jason Desrouleaux, Peter Svensson                                                          | 3:01  |
| 3.           | NO                                     | Trainor, Frederic, Hindlin                                                                                             | 3:33  |
| 4.           | Better (featuring Yo Gotti)            | Trainor, Frederic, Tommy Brown, Steven Franks, Mario Mims, Taylor Parks, Travis Sayles                                 | 2:47  |
| 5.           | Hopeless Romantic                      | Trainor, Johan Carlsson, Ross Golan                                                                                    | 4:05  |
| 6.           | I Love Me (featuring Lunchmoney Lewis) | Trainor, Frederic, Hindlin, Lewis, Thomas Troelsen                                                                     | 2:47  |
| 7.           | Kindly Calm Me Down                    | Trainor, Frederic, James G. Morales, Matthew Morales, Julio David Rodriguez                                            | 3:58  |
| 8.           | Woman Up                               | Trainor, Frederic, J. Morales, M. Morales, Rodriguez, Parks, Nash Overstreet, Erika Nuri, Shane Stevens                | 3:28  |
| 9.           | Just a Friend to You                   | Trainor, Frederic, Chris Gelbuda                                                                                       | 2:44  |
| 10.          | I Won’t Let You Down                   | Trainor, Frederic, Hindlin, Lewis                                                                                      | 3:20  |
| 11.          | Dance Like Yo Daddy                    | Trainor, Frederic, Kevin Kadish                                                                                        | 3:03  |
| 12.          | Champagne Problems                     | Trainor, Brown, Nick Audino, Lewis Hughes, Khaled Rohaim, Michael Foster, Ryan Matthew Tedder                          | 3:42  |
| 13.          | Mom A (featuring Kelli Trainor)        | Trainor, Carlsson, Golan, Justin Trainor                                                                               | 3:14  |
| 14.          | Friends A                              | Trainor, Frederic, Brown, Franks, Foster, Tedder, Bianca Atterberry                                                    | 3:30  |
| 15.          | Thank You A                            | Trainor, Stefan Johnson, Jordan Johnson, Marcus Lomax, Theron Thomas, Timothy Thomas, Oliver Peterhof, Jordan Federman | 3:25  |
| 16.          | Goosebumps B                           | Trainor, Frederic, Lewis, Eric Tobias Wincorn, Joe Spargur, Robert Riley, Charles White, Billy Ball                    | 3:41  |
| 17.          | Throwback Love B                       | Trainor, Kadish | 3:14  |
| Gesamtlänge: | Gesamtlänge:                           | Gesamtlänge: | 32:27 |

 BTarget-/Media-Markt-/Saturn-Version und Bonus-Titel

## Kommerzieller Erfolg

### Chartplatzierungen
| ChartsChartplatzierungen       | Höchstplatzierung | Wochen |
| ------------------------------ | ----------------- | ------ |
| Deutschland (GfK)              | 25 (4 Wo.)        | 4      |
| Österreich (Ö3)                | 20 (2 Wo.)        | 2      |
| Schweiz (IFPI)                 | 16 (4 Wo.)        | 4      |
| Vereinigte Staaten (Billboard) | 3 (47 Wo.)        | 47     |
| Vereinigtes Königreich (OCC)   | 5 (9 Wo.)         | 9      |

| ChartsJahrescharts (2016)      | Platzierung |
| ------------------------------ | ----------- |
| Vereinigte Staaten (Billboard) | 45          |

### Auszeichnungen für Musikverkäufe
| Land/Region                  | Auszeichnungen für Musikverkäufe (Land/Region, Auszeichnung, Verkäufe) | Verkäufe  |
| ---------------------------- | ---------------------------------------------------------------------- | --------- |
| Australien (ARIA)            | Gold                                                                   | 35.000    |
| Brasilien (PMB)              | Gold                                                                   | 20.000    |
| Dänemark (IFPI)              | Gold                                                                   | 10.000    |
| Kanada (MC)                  | Platin                                                                 | 80.000    |
| Neuseeland (RMNZ)            | Platin                                                                 | 15.000    |
| Polen (ZPAV)                 | Gold                                                                   | 10.000    |
| Vereinigte Staaten (RIAA)    | Platin                                                                 | 1.000.000 |
| Vereinigtes Königreich (BPI) | Silber                                                                 | 60.000    |
| Insgesamt                    | 1× Silber · 4× Gold · 3× Platin ·                                      | 1.230.000 |

Hauptartikel: Meghan Trainor/Auszeichnungen für Musikverkäufe